# Geul van de Banjaard
De Geul van de Banjaard is een betonde vaargeul in Nederlandse territoriale wateren. De locatie is voor de kust van de provincie Zeeland, noord van Walcheren en west van Schouwen-Duiveland.
De vaargeul is ongeveer 9½ km lang en loopt ongeveer noord-zuid vanaf de Noordzee naar het knooppunt van de vaargeulen Westgat en Oude Roompot. Dit vaarwater maakt deel uit van Scheepvaartroute Noordzeekust (Geul van de Banjaard … Schulpengat en Molengat).
Het water is zeewater en heeft een getij.
De vaargeul Geul van de Banjaard is te gebruiken voor schepen tot en met CEMT-klasse Va.
De Geul van de Banjaard valt binnen het Natura 2000-gebied Voordelta.